# Nihonogomphus gilvus
Nihonogomphus gilvus – gatunek ważki z rodziny gadziogłówkowatych (Gomphidae). Występuje w Chinach; stwierdzony w prowincji Fujian w południowo-wschodniej części kraju.